# Gonarthrus willowmorensis
Gonarthrus willowmorensis är en tvåvingeart som beskrevs av Hesse 1938. Gonarthrus willowmorensis ingår i släktet Gonarthrus och familjen svävflugor. Inga underarter finns listade i Catalogue of Life.